# Brothers to the Rescue

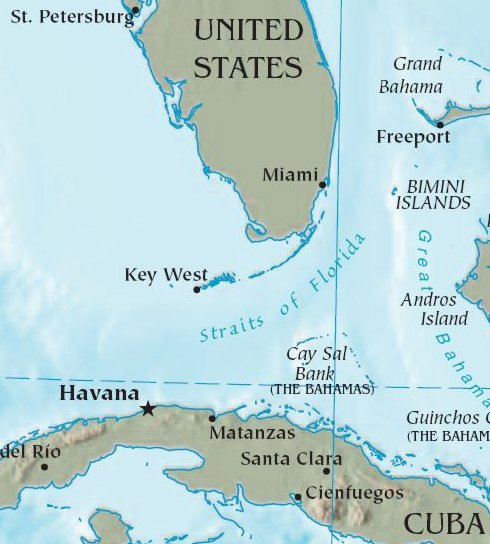
Cuba ligt 145 km ten zuiden van Key West (Florida)

Brothers to the Rescue (Spaans: Hermanos al Rescate) was een vrijwilligersorganisatie van piloten die hulp bood aan Cubaanse bootvluchtelingen. Vanuit de lucht werden de bootvluchtelingen opgespoord en werd hulp geboden. Deze organisatie werd in 1991 in het het Amerikaanse Miami opgericht en was tot 2003 actief. In totaal werden door de organisatie meer dan 1800 vluchten uitgevoerd, waarbij aan 4200 vluchtelingen hulp werd geboden.
De piloten van de Brothers to the Rescue, die kritisch stonden tegenover het regime van Fidel Castro, voerden vanaf 1995 (Wet feet, dry feet policy) ook direct actie tegen het regime in Havana. Zo strooiden ze ook tweemaal vlugschriften uit boven Cuba, waarbij het Cubaanse luchtruim werd geschonden. De Amerikaanse autoriteiten waarschuwden de Brothers to the Rescue over de gevaren van het schenden van het Cubaanse luchtruim.

## Neerschieting van 1996
In februari 1996 werden twee onbewapende civiele Cessna's 337 van de organisatie boven internationale wateren, kort nadat ze terugkeerden uit Cubaans territoriale wateren, neergeschoten door de Cubaanse luchtmacht. De vier inzittenden, Carlos Costa, Armando Alejandre Jr., Mario de la Peña en Pablo Morales, kwamen daarbij om het leven.  
De ICAO deed een onderzoek naar het neerschieten en concludeerde dat de vliegtuigen waren afgeweken van het vluchtplan dat bij vertrek was ingediend, dat de Cubaanse luchtmacht de gebruikelijke procedures rond het schenden van het luchtruim niet had gevolgd, dat er geen waarschuwingen waren uitgegaan naar de vliegtuigjes en dat de vliegtuigjes boven internationale wateren waren neergeschoten. Het neerschieten van de onbewapende toestellen werd vervolgens op 26 juli 1996 veroordeeld door de Veiligheidsraad van de Verenigde Naties in resolutie 1067. 